# Saison 2016-2017 de l'Athletic Club
Maillots
Chronologie
Saison précédente Saison suivante
La saison 2016-2017 de l'Athletic Club est la 118e du club.

## Compétitions

### LaLiga 2016-2017

#### Classement
| Rang | Équipe              | Pts | J  | G  | N  | P  | Bp | Bc | Diff | Qualification ou relégation                                              |
| ---- | ------------------- | --- | -- | -- | -- | -- | -- | -- | ---- | ------------------------------------------------------------------------ |
| 5    | Villarreal CF (Q)   | 67  | 38 | 19 | 10 | 9  | 56 | 33 | +23  | Qualification pour la phase de groupes de la Ligue Europa                |
| 6    | Real Sociedad (Q)   | 64  | 38 | 19 | 7  | 12 | 59 | 53 | +6   | Qualification pour la phase de groupes de la Ligue Europa                |
| 7    | Athletic Bilbao (Q) | 63  | 38 | 19 | 6  | 13 | 53 | 43 | +10  | Qualification pour le troisième tour de qualification de la Ligue Europa |
| 8    | Espanyol Barcelone  | 56  | 38 | 15 | 11 | 12 | 49 | 50 | −1   |                                                                          |
| 9    | Deportivo Alavés P  | 55  | 38 | 14 | 13 | 11 | 41 | 43 | −2   |                                                                          |

1. ↑  L'Athletic Bilbao se qualifie pour les phases de groupes de la Ligue Europa grâce à la victoire du FC Barcelone en finale de Coupe du Roi 2016-2017.